# DIN 6916
DIN 6916 er en DIN-Standart for en konstruktionsskive.
| Gevind            |  | M12 | M16 | M20 | M22 | M24 | M27 | M30 | M36 |
| ----------------- |  | --- | --- | --- | --- | --- | --- | --- | --- |
| Huldiameter D1:   |  | 13  | 17  | 21  | 23  | 25  | 28  | 31  | 37  |
| Udv. Diameter D2: |  | 24  | 30  | 37  | 39  | 44  | 50  | 56  | 66  |
| Tykkelse T:       |  | 3   | 4   | 4   | 4   | 4   | 5   | 5   | 6   |